# 小楼饭店 (北京市通州区)
39°54′23″N 116°39′48″E / 39.9064°N 116.6633°E
小楼饭店是北京市通州区的一家清真饭店，位于南大街12号，是通州唯一一家国营饭店，也是北京面积最大的清真饭店。

## 历史
小楼饭店原名义和轩，创建于光绪二十六年或者道光、咸丰年间，创办人是“厨子李”四兄弟李振钧、李振荣、李振富、李振宗。
民国初年，义和轩扩建为两层小楼，得名“小楼”。1956年到1986年间，饭店两次扩建。

## 菜品
饭店的代表性菜肴为“小楼三焦”：焦熘鲇鱼、焦熘肉片、焦熘饹馇已经载入《北京清真菜谱》，其中焦熘鲇鱼最有名，在2017年“首届中国京菜美食文化节”中入选京菜名菜。